# Мелісса Дауз
Мелісса Дауз (англ. Melissa Dowse; нар. 27 квітня 1982) — колишня австралійська тенісистка.
Найвищу одиночну позицію світового рейтингу — 247 місце досягла 2 квітня 2001, парну — 349 місце — 8 жовтня 2001 року.
Здобула 4 парні титули туру ITF.
Найвищим досягненням на турнірах Великого шолома було 2 коло в одиночному розряді.

## Фінали ITF

### Парний розряд (4–2)
| Результат | Ранг | Дата            | Турнір                    | Покриття | Партнерка         | Суперниці                     | Рахунок          |
| --------- | ---- | --------------- | ------------------------- | -------- | ----------------- | ----------------------------- | ---------------- |
| Поразка   | 1.   | 9 вересня 2001  | Куґаяма, Японія           | Тверде   | Саманта Стосур    | Окамото Сейко Урабе Намі      | 4–6, 6–2, 1–6    |
| Перемога  | 1.   | 16 вересня 2001 | Ібаракі (Ібаракі), Японія | Тверде   | Саманта Стосур    | Беті Секуловскі Сара Стоун    | 6–4, 5–7, 6–2    |
| Перемога  | 2.   | 23 вересня 2001 | Осака, Японія             | Тверде   | Саманта Стосур    | Беті Секуловскі Сара Стоун    | 5–7, 6–3, 6–3    |
| Перемога  | 3.   | 30 вересня 2001 | Кіото, Японія             | Килим    | Саманта Стосур    | Окамото Сейко Урабе Намі      | 6–3, 3–6, 6–2    |
| Поразка   | 2.   | 29 квітня 2002  | Дубровник, Хорватія       | Ґрунт    | Лінда Смоленакова | Бланка Кумбарова Яна Макурова | 6–1, 4–6, 4–6    |
| Перемога  | 4.   | 19 травня 2002  | Казале-Монферрато, Італія | Ґрунт    | Рошелл Розенфілд  | Меліса Аревало Еріка Краут    | 3–6, 7–6(5), 6–1 |